# Срібляста нитка
«Срібляста нитка» — радянський двосерійний телефільм 1984 року, знятий на кіностудії «Таджикфільм» режисером Мукадасом Махмудовим.

## Сюжет
«Біле золото» (бавовна) проходить довгий шлях від бавовняного поля до текстильного комбінату, і на цьому шляху люди віддають сріблястій нитці свою турботу, працю і любов. Історія кохання таджика Султана Асоєва — механізатора на бавовняних полях, та російської дівчини — знатної ткалі Світлани Гончарової.

## У ролях
- Ольга Бітюкова — Світлана Гончарова
- Керім Аннанов — Султан Асоєв
- Віктор Шульгін — Журавльов
- Максуд Іматшоєв — Сіродж
- Гульнора Ульмасова — Мавджуда
- Віктор Павлов — Дорофєєв
- Наргиз Сайфуллаєва — Машенька.
- Алаутай Латфі — Саїд-ака
- Юнус Юсупов — Павлон-ака
- Людмила Супінська — Рано
- Баба Аннанов — Назаров
- Нурулло Абдуллаєв — Хамраєв
- Яна Друзь — Таня
- Мухаммадалі Махмадов — Нуров

## Знімальна група
- Режисер — Мукадас Махмудов
- Сценаристи — Музаффар Маджидов, Борис Сааков
- Оператор — Рустам Мухамеджанов
- Композитор — Саід Хамраєв
- Художник — Давид Ільябаєв

## Зйомки
Фільм знімався у місті Калуга.